# Tetiiv (huyện)
Huyện Tetiiv (tiếng Ukraina: Тетіївський район, chuyển tự: Tetiivs’kyi raion) là một huyện của tỉnh Kiev thuộc Ukraina. Huyện Tetiiv có diện tích 758 km², dân số theo điều tra dân số ngày 5 tháng 12 năm 2001 là 37098 người với mật độ 49 người/km2. Trung tâm huyện nằm ở Tetiiv.